# Бабье лето
Ба́бье ле́то (уст. Марфино лето, сев.-амер. индейское лето), оно же золота́я о́сень — длительный период тёплой и сухой погоды в конце сентября или в первой половине октября в Европе и Северной Америке. Связан с устойчивым антициклоном. Бабье лето наступает после значительного похолодания, и может сопровождаться вторичным цветением некоторых растений, обычно цветущих только 1 раз в год.
Согласно словарю Брокгауза и Эфрона, бабье лето — это начало осени (обыкновенно с 1 до 10 сентября), когда по воздуху носятся белые нити.
По словарю В. Даля, начало бабьего лета было связано с народными праздниками и начиналось в день Симеона-летопроводца 1 (14) сентября, и заканчивалось на Осенины 8 (21) сентября; или в день Воздвиженья 14 (27) сентября.

## Сроки и продолжительность
Бабье лето — продолжительный период устойчивой, сухой и умеренно теплой погоды с большим суточным ходом температуры, когда ночью уже не лето, а днем ещё не осень. Как правило, такие условия складываются на севере Европейской территории России в первой половине сентября, в средней полосе России — во второй половине сентября, на юге — в октябре и обусловлены распространением на восток максимально развитого Азорского антициклона.
Продолжительность погожих дней «бабьего лета» бывает различная — так же, как и время его начала.
Обычно это одна-две недели (два-три естественных синоптических периода), приходящиеся на середину сентября вплоть до начала октября. В Центральном районе Европейской части России начало «бабьего лета» — 14 сентября. В Европе и Северной Америке этот период наступает позже, в конце сентября или в 1-й половине октября. На юге Дальнего Востока бабье лето наступает в начале октября. На юге Сибири резкое потепление часто наступает в конце сентября — начале октября. На Европейской части России и Белоруссии в середине октября часто наступает потепление до +15..+20 °С (на 3—7 дней). На Украине же бабье лето наступает раньше и заканчивается позже. Согласно Толковому словарю Даля, «бабье лето» (Марфино лето) начинается в день Симеона-летопроводца (Семён-день) 1 (14) сентября, и заканчивается в Осенины (Аспосов день) 8 (21) сентября; или в день Воздвиженья 14 (27) сентября. Также, у Даля встречается молодое «бабье лето», имеющее место с 15 (28) августа — праздник Успения по 29 августа (11 сентября) — Головосек.

## Бабье лето в искусстве
Классик русской поэзии Ф. Тютчев посвятил поре бабьего лета следующие строки.

Есть в осени первоначальной
Короткая, но дивная пора —
Весь день стоит как бы хрустальный,
И лучезарны вечера…

дальше

У Ольги Берггольц имеется одноимённое стихотворение:

Есть время природы особого света,
неяркого солнца, нежнейшего зноя.
Оно называется бабье лето
и в прелести спорит с самою весною.
дальше

Поэт Л. Васюкович также написал о бабьем лете:

Бабье лето нас поит дурманом,
Навевая сказочные сны.
Поддаемся мы его обманам,
Только в этом нет ничьей вины
дальше

Также известные строки:

На нитях тоньше паутинки приносят осень паучки

Из современного искусства широко известен хит 1990-х гг. «Бабье лето» (известен также как «Не плачьте, девочки», 1996).

Бабье лето,
Ты обманешь как всегда
Эту осень, злую осень.
Бабье лето — наша радость и беда,
Куда ты зовёшь, куда?

Песня «Бабье лето» А. Лобановского

Осень катится, осень катится, в ноги катится.
Листья маются, листья маются под дождём.
Бабье лето нам, бабье лето нам, ох, не нравится —
Мы весну с тобой, мы весну с тобой подождём.
дальше

Песня «Бабье лето» в исполнении В. Высоцкого (слова — Игорь Кохановский).

Клёны выкрасили город
Колдовским каким-то цветом,
Это значит очень скоро
Бабье лето, бабье лето.
Это значит очень скоро
Бабье лето, бабье лето.

«L’Été indien» — песня французского певца Джо Дассена, 1975.

## Народные приметы
- От выезда в Семён-день лошади смелеют, собаки добреют и не болеют[7].
- Осенины — вторая встреча осени[8].
- Бабье лето ненастно — осень сухая, бабье лето сухое — осень мокрая[3].
- Много тенетника (осенняя паутина, летающая по воздуху) на «бабье лето» — к ясной осени и холодной зиме.